# Centro de Investigaciones de la Economía Mundial
El Centro de Investigaciones de la Economía Mundial (CIEM) fue fundado en noviembre de 1979, en La Habana, Cuba, como una institución académica autónoma, reconocida por el Estado cubano. El CIEM es considerado como un centro de referencia en temas de economía mundial, en la región de América Latina y el Caribe.
Su actividad fundamental se ha centrado en las investigaciones sobre los principales temas de la economía mundial, con particular énfasis en los problemas que afectan a los países subdesarrollados y en las propuestas de soluciones para los mismos.

## Localización
Calle 22 No. 309 entre 3.ª y 5.ª Avenida, Miramar, Playa. La Habana, Cuba. C.P. 11300.

## Consejo de Dirección
El Dr. Ramón Pichs Madruga es el actual director del centro. Le antecedió en ese cargo el Dr. Osvaldo Martínez Martínez. La Dra. Jourdy Victoria James Heredia es la Subdirectora General y el Dr. José Luis Rodríguez García, exministro de Economía y Planificación de la República de Cuba, se desempeña como Asesor de la institución.

## Departamentos
Para llevar adelante su actividad principal, la investigación científica el centro dispone de dos departamentos: Comercio, Integración y Desarrollo, y Finanzas internacionales.

### Departamento de Comercio, Integración y Desarrollo
Está dirigido por el Dr. Faustino Cobarrubia Gómez y compuesto por los investigadores titulares:
- José Ángel Pérez García
- Jonathán Quirós Santos
- Guillermo L. Andrés Alpízar

Así como por otros investigadores y personal de apoyo.

### Departamento de Finanzas Internacionales
Está dirigido por la Dra. Gladys Cecilia Hernández Pedraza y compuesto por los investigadores titulares:
- Reynaldo Senra Hodelín
- Blanca Munster Infante

Así como por otros investigadores y personal de apoyo.

## Perfil de Trabajo
Sus principales funciones son:
- Realizar investigaciones sobre la coyuntura económica mundial.
- Realizar investigaciones sobre la problemática del subdesarrollo.
- Formar cuadros jóvenes, procedentes de las instituciones educacionales del país, como futuros profesionales especializados en los diversos aspectos de la economía mundial.
- Impulsar el desarrollo de un servicio bibliotecario y documental dedicado a la economía mundial.

Los principales temas de investigación:
- Globalización y economía mundial.
- Comercio internacional.
- Finanzas internacionales.
- Integración económica regional.
- Tendencias socioeconómicas regionales (América del Norte, América Latina, Europa, África y Asia).
- Energía y medio ambiente.
- Cooperación internacional para el desarrollo.
- Ciencia, tecnología e innovación.
- Desarrollo humano sostenible.

## Publicaciones
El CIEM cuenta con la revista "Temas de Economía Mundial", de la cual se publicaron 26 números en versión impresa entre 1982 y 1989. Desde el 2002 se ha reanudado su publicación en versión electrónica dos veces al año.
A partir de 2006 ha publicado anualmente el "Informe sobre la Evolución de la Economía Mundial", donde se analiza la evolución de las principales economías del mundo.

## Grupo Nacional de colaboradores del CIEM
Este grupo incluye alrededor de 100 expertos nacionales y se reúne al menos tres veces al año, para discutir acerca de las principales tendencias de la economía mundial y sus repercusiones para Cuba.